# エグシソース

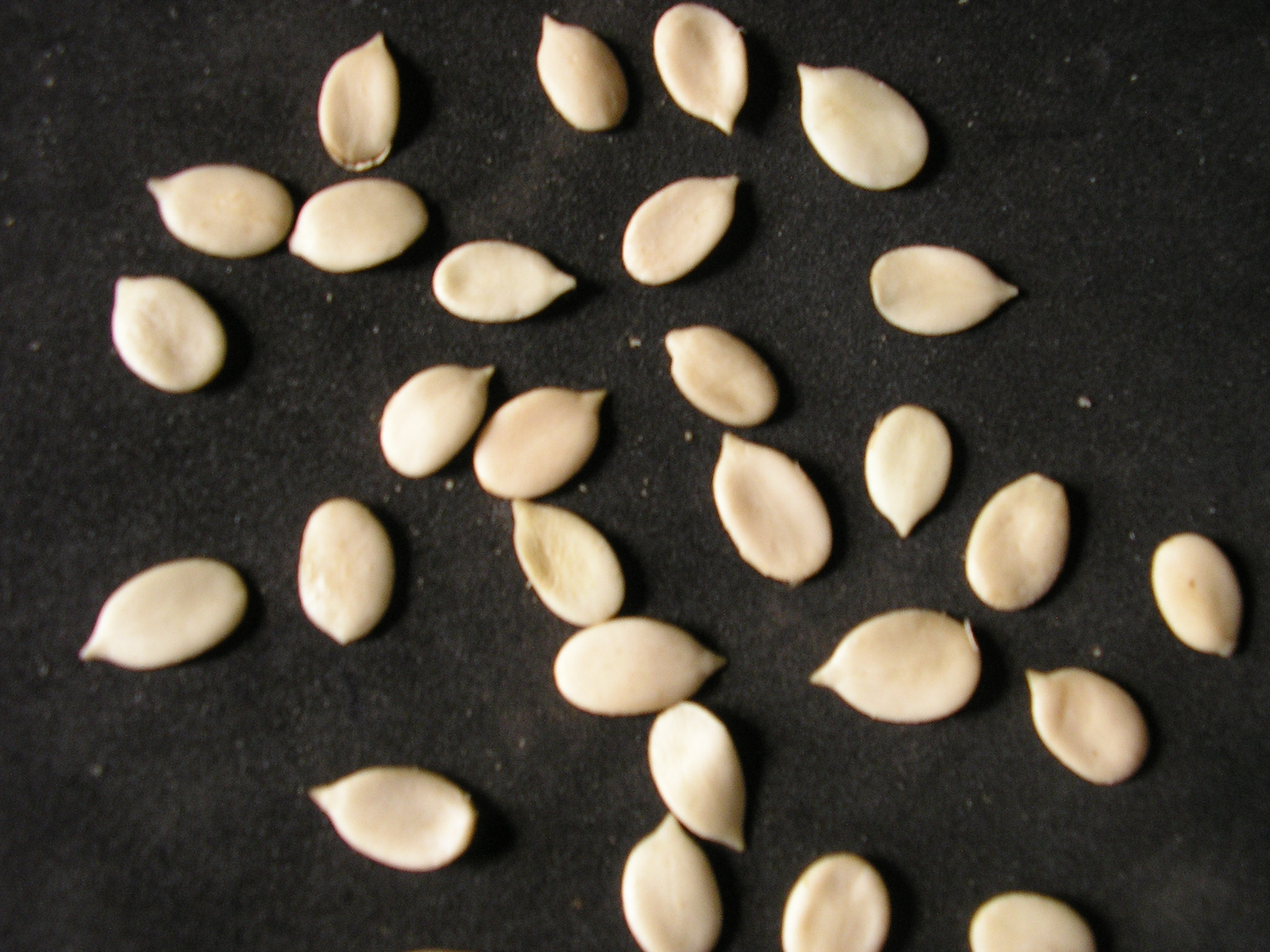
殻を取ったエグシ

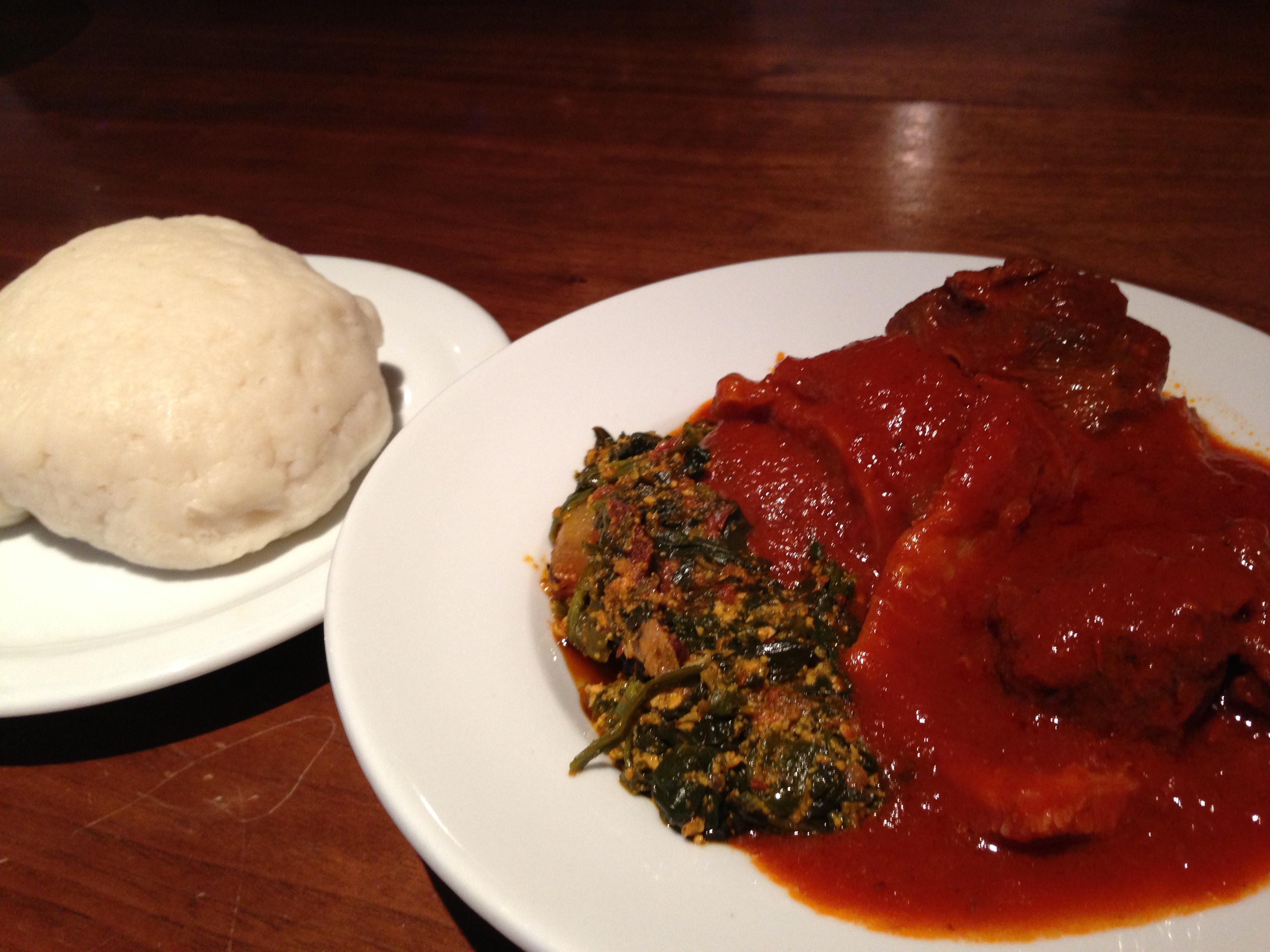
エグシソースをかけた料理とヤム（左）

エグシソース(Egusi sauce)またはエグシスープ(Egusi soup)は、エグシを主材料とするソースである。エグシは脂質とタンパク質に富んだウリ科（スカッシュ、メロン、ヒョウタン等）の種子である。エグシソースは中央アフリカでは一般的であり、コメや加熱した野菜、ヤギ肉、鶏肉、牛肉、魚肉 It may also be served atop fufu, omelettes, amala, and eba,等のグリル]にかけて食べる。また、フフ、オムレツ、アマラ、エバ、その他の上にかける。西アフリカにおいても、鶏肉とともに食べることがある。

## 作り方
エグシソースは、エグシを磨り潰してペースト状にしたものを用いて作る。主に2つの方法がある。
1. 揚げて作る方法：エグシペーストをヤシ油で揚げ、他の材料を加える[8]。
2. 茹でて作る方法：エグシペーストを小さな塊にして10分間茹でてから細かく砕く[8]。

材料には、トマト、タマネギ、唐辛子、ヤシ油等の調理用油を用いる。エグシの代わりにパンプキンシードを用いることもある。

## バラエティ
西アフリカで人気のある料理で、地域により多くのバリエーションがある。材料として、葉菜類やその他の野菜、調味料、肉等を加えたものも一般的である。